# Reinhard Baumhus
Reinhard Baumhus (* 8. August 1964 in Bielefeld) ist ein deutscher Schachspieler.
Im Jahre 1987 gewann er die Einzelmeisterschaft Nordrhein-Westfalens und 1996 die Bielefelder Stadtmeisterschaft. Im August 1998 war er punktgleich mit Bernd Kohlweyer Erster des Hans & Lenze Opens in Lippstadt. Über Jahrzehnte spielte er in Länderkämpfen für die Auswahlmannschaft Nordrhein-Westfalens.
In den 1980er-Jahren spielte er für Rochade Bielefeld, mit denen er in der Saison 1988/89 in der 1. Bundesliga spielte. In der 1. Bundesliga war er außerdem von 1995 bis 1997 für den SK Passau und zuletzt in der Saison 2000/01 im Einsatz, und zwar für den SC Hassel Königsspringer Gelsenkirchen, bei dem er auch nach dem Abstieg spielte, als der Verein später in SC Buer Hassel umbenannt wurde.
Den Titel Internationaler Meister trägt Baumhus seit 1990. Seine aktuelle Elo-Zahl beträgt 2322 (Stand: Mai 2021), er wird allerdings bei der FIDE als inaktiv geführt, da er seit der NRW-Klasse 2008/09 keine Elo-gewertete Partie mehr gespielt hat. Seine bisher höchste Elo-Zahl war 2405 im Januar 1991, er lag damals auf dem geteilten 71. Platz der deutschen Elo-Rangliste.